# San Mauro Cilento
San Mauro Cilento è un comune italiano di 838 abitanti della provincia di Salerno in Campania.

## Geografia fisica

### Territorio

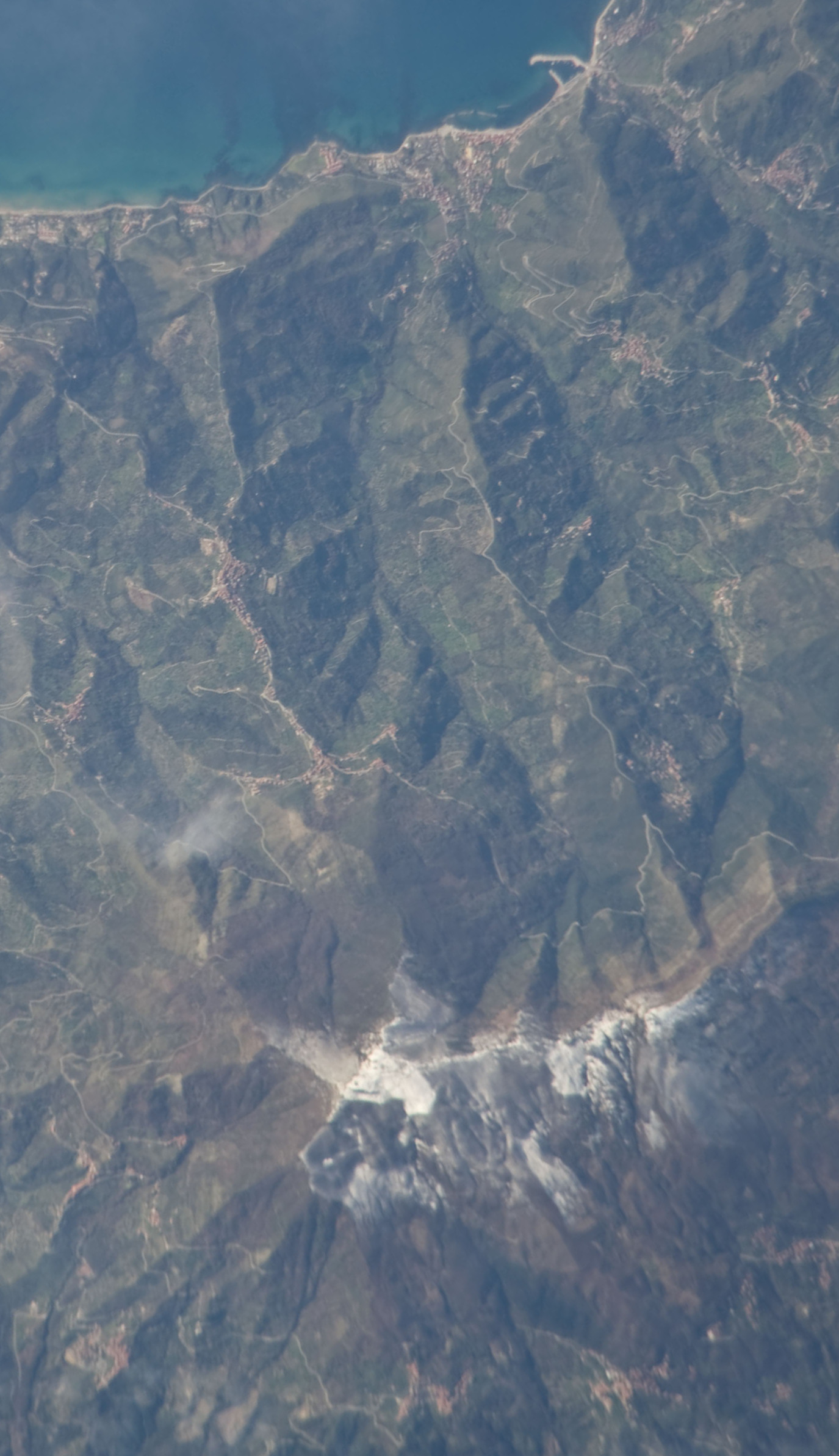
Monte Stella

Il territorio del comune di San Mauro Cilento presenta caratteristiche diverse man mano che dalla costa si risale verso le colline: ciò non solo a causa della non omogeneità orografica ma anche per un millenario modello di sviluppo agricolo-colturale introdotto dai benedettini.
L’agricoltura collinare costituisce ancora la base dell’economia: l’olio d'oliva, il vino, la lavorazione dei fichi, i frutteti, gli orti, i semenzai.
I vari nuclei abitati sono arroccati sul fianco o sul dorsale di una collina e presentano elementi comuni: le abitazioni addossate l’una all’altra e contornate da orti, i muri in pietra calcarea a faccia vista, i tetti costruiti con coppi di terracotta, qualche torre campanile, i palazzi gentilizi con cortile, pozzo, forno e cantina.
- Classificazione sismica: zona 3 (sismicità bassa), Ordinanza PCM. 3274 del 20/03/2003

### Clima
La stazione meteorologica più vicina è quella di Casal Velino. In base alla media trentennale di riferimento 1961-1990, la temperatura media del mese più freddo, gennaio, si attesta a +8,7 °C; quella del mese più caldo, agosto, è di +25,7 °C.
- Classificazione climatica: zona D, 1694 GG

## Storia
San Mauro Cilento consta di due nuclei abitati collinari: Casal Sottano, a quota 460 m. l/m e Casal Soprano a 561 m. 1/m. Di centro abitato con nome “Santo Mauro” si parla già in un documento del 1092.
Sulla collina della Sala sorge una cappella rurale detta anche di Fiumicello, centro abitato del XII secolo. La vallata del fiume Camarano incontra il colle di Quarrata, sito del più antico villaggio del Tenimento di San Mauro: la prima notizia risale al 774, anno del privilegio di Arechi, che suddivideva il territorio in condomas.
Nel Casal Sottano, nel quartiere nobile di Aria dei santi, si trova ‘U Palazzo che fu la residenza dell’ultimo erede al trono di Costantinopoli, Ruggero Paleologo Porfirogenito, figlio di Tommaso, fratello dell’imperatore Costantino XI, che vi dimorò a partire dal 1441 e fino alla sua morte. Alla caduta della città nel 1453, viveva già a San Mauro Cilento a garanzia di un trattato col re di Napoli, Alfonso V. Molti dignitari greci (Mazzarella, Maiuri, Pascale, Notaro, Ralli, Comneno, Tipaldi) lo raggiunsero e qui fondarono una comunità greca che si riconobbe inizialmente nell’antica chiesa di Santa Sofia (oggi dell’Addolorata) e successivamente eressero una chiesa intitolata allo Spirito Santo. Rogerio ricoprì la carica di giudice ad contracta e poco prima di morire, commissionò il coro ligneo per la chiesa parrocchiale.
Nella chiesa intitolata a San Mauro martire è allocato proprio il Coro - con l’aquila bicipite che sormonta il lettorino grande e troneggia sui pannelli superiori delle ante della porta - che si presenta nella nuova veste acquisita nel 1727-1730 ad opera di un “mastro” tedesco, Johan Mattia Biber, che lo ricostruì parzialmente inserendovi motivi ornamentali propri della sua cultura.
Lo spazio espositivo del “Museo e dell’Archivio e Biblioteca per la Storia socio-religiosa del Cilento Antico” intitolato all’icona dell’Eleousa si colloca prevalentemente all’interno di una struttura seicentesca, sede antica della Confraternita del Pio Monte dei Morti: raccoglie reperti della storia economica, culturale, artistica, religiosa e popolare del paese.
Più a monte, all’interno della struttura cimiteriale antica (il camposanto), sorge la cappella che custodisce la statua dell’Addolorata, meta di un pellegrinaggio annuale e di una settimana votivo-penitenziale.
La cappella del Carmine, un tempo convento carmelitano, rappresenta con ogni probabilità il centro originario di San Mauro Cilento per la presenza di una grotta scavata nella roccia che volge a Levante, sede, un tempo, di una cella o, forse, di un piccolo cenobio basiliano.
L’abitato di Vallongella conserva tutti caratteri tipici di un agglomerato rurale mentre a Ratto si può ammirare il suggestivo arco a ciaramituli (cilindri di terracotta).
Il Casal Soprano sbocca in Piazza San Nicola che deriva il suo nome dall’antichissimo luogo di culto che si apre sulla piazzetta ad essa antistante, dominata dal palazzo dei Mazzarella, che il popolo chiama la Corte.
Oltre piazza Piazza Autari Mazzarella, si può scorgere l’antichissimo nucleo abitativo di Sorrentini. La prima notizia di esso risale al 1187: al centro vi è la cappella dell’Immacolata, di jus patronato dei Majuri, della metà del XVI secolo, epoca in cui già vi si venerava una tela della Vergine.
Dal paese è possibile raggiungere, attraverso il percorso naturalistico dei fiori gentili e dei boschi di castagno, la vetta del monte della Stella (m. 1131): “Petilia”, nella leggenda; “Cilento”, nell'antichità. Vi sorse un borgo fortificato in seguito alle incursioni dei barbari nel V-VI secolo che costrinsero gli abitanti della fascia costiera tra Velia e Paestum a rifugiarsi in luoghi montani.
Costoro utilizzarono come difesa naturale gli enormi blocchi di arenaria che il popolo chiama li Mòrge e che a mo’ di mura circondano la vetta da sud-ovest a nord-est. Tra il VII e l’VIII secolo, caduto in mano ai Longobardi, divenne sede di Gastaldato (circoscrizione militare e amministrativa) col nome di Lucania.
Sulla sommità della montagna svetta la cappella intitolata alla Madonna della Stella, già presente nel 1187 col titolo di “Santa Maria di Cilento”.
Dal mare, in un breve alternarsi di insenature, si inserisce la Marina di Mezzatorre, portato di due insediamenti antichi alto-medievali: Marittima e San Primo.
Dal 1811 al 1860 ha fatto parte del circondario di Pollica, appartenente al Distretto di Vallo del Regno delle Due Sicilie.
Dal 1860 al 1927, durante il Regno d'Italia ha fatto parte del mandamento di Pollica, appartenente al Circondario di Vallo della Lucania.

## Monumenti e luoghi d'interesse
- Chiesa di San Mauro Martire
- Chiesa della Madonna Addolorata
- Chiesa dello Spirito Santo
- Chiesa della Madonna Immacolata
- Cappella della Madonna della Sala
- Convento delle Suore Carmelitane

## Società

### Evoluzione demografica
Abitanti censiti

### Lingue e dialetti
La popolazione parla il dialetto cilentano.

### Religione
Il comune appartiene alla diocesi di Vallo della Lucania.

## Cultura

### Musei
- Museo parrocchiale di San Mauro.
- Museo Eleousa.

### Cinema
San Mauro Cilento è stato set del film Capri-Revolution (2018), regia di Mario Martone, le riprese sono iniziate il 27 agosto 2017, il film è stato presentato in corcorso alla 75ª Mostra internazionale d'arte cinematografica di Venezia.

## Geografia antropica
Il paese è diviso in due "casali": Casal Sottano, o Casalsottano, la frazione più numerosa, e storicamente la più importante del comune, e Casal Soprano (San Mauro Cilento capoluogo), sede del municipio e dell'ufficio postale principale. La rivalità tra i cittadini dei due casali negli anni è scemata, ma nel passato difficilmente gli abitanti di un casale frequentavano le attività di un altro casale.

### Frazioni
In base allo statuto comunale di San Mauro Cilento le frazioni sono:
- Casalsottano, 463 abitanti, 465 m s.l.m..
- Mezzatorre, 39 abitanti, 32 m s.l.m..

## Infrastrutture e trasporti

### Strade
- Strada Regionale 267 Innesto SP 237 (S.Andrea) - bivio Montecorice - bivio Agnone - Innesto SP 15 (Acciaroli);
- Strada Provinciale 46 Innesto SS 18 (Rutino) - Innesto SP 15 (Galdo);
- Strada Provinciale 133 San Mauro Cilento - Casalsottano - Mezzatorre.

La rete dei trasporti pubblici extraurbani è dotata di 3 linee di autobus gestite da Busitalia Campania
- Linea 34 Acciaroli - S.Maria di Castellabate - Agropoli - Salerno (fermata Mezzatorre bivio per San Mauro)
- Linea 90 San Mauro Cilento - Serramezzana - Agropoli (periodo scolastico)
- Linea 95 San Mauro Cilento - Vallo della Lucania (periodo scolastico)

## Amministrazione
| Periodo        | Periodo        | Primo cittadino             | Partito              | Carica                    | Note  |
| -------------- | -------------- | --------------------------- | -------------------- | ------------------------- | ----- |
| 17 maggio 1946 | 1948           | Vincenzo Mazzarella         | Lista civica         | Sindaco                   | [ 8 ] |
| 1948           | 7 giugno 1970  | Autari Mazzarella           | Lista civica         | Sindaco                   | [ 8 ] |
| 7 giugno 1970  | 12 maggio 1985 | Pasquale Di Gregorio        | Democrazia Cristiana | Sindaco                   | [ 8 ] |
| 12 maggio 1985 | 23 maggio 1994 | Carlo Mazzarella Farao      | Lista civica         | Sindaco                   |       |
| 23 maggio 1994 | 13 giugno 1999 | Costantino Raniero La Selva | Lista civica         | Sindaco                   |       |
| 13 giugno 1999 | 12 giugno 2004 | Sabato Di Gregorio          | Lista civica         | Sindaco                   |       |
| 12 giugno 2004 | 7 giugno 2009  | Sabato Di Gregorio          | Lista Civica         | Sindaco                   |       |
| 7 giugno 2009  | 26 maggio 2014 | Giuseppe Cilento            | Lista civica         | Sindaco                   |       |
| 26 maggio 2014 | 30 maggio 2018 | Carlo Pisacane              | Lista civica         | Sindaco                   |       |
| 31 maggio 2018 | 9 agosto 2018  | Rosa Della Monica           |                      | Commissario prefettizio   |       |
| 9 agosto 2018  | 26 maggio 2019 | Francesca Buccino           |                      | Commissario straordinario |       |
| 27 maggio 2019 | 10 giugno 2024 | Giuseppe Cilento            | Lista civica         | Sindaco                   |       |
| 10 giugno 2024 | in carica      | Carlo Pisacane              | Lista civica         | Sindaco                   |       |

### Altre informazioni amministrative
Il comune fa parte dell'Unione dei Comuni Velini: San Mauro Cilento, Pollica, Casalvelino (Comune capofila).
In passato ha fatto parte della Comunità montana Alento-Monte Stella fino al 31 dicembre 2008.
Le competenze in materia di difesa del suolo sono delegate dalla Campania all'Autorità di bacino regionale Sinistra Sele.

## Sport
A San Mauro Cilento è presente l'ASD Sanmaurese, colori sociali rossoblù, che ha militato nella stagione sportiva 2015/16 nel campionato provinciale di Terza Categoria girone E, classificandosi al primo posto del girone, ottenendo anche il titolo di miglior squadra a livello regionale. Nella stagione sportiva 2016/17 inserita nel girone L di 2ª categoria la società rossoblù ha ottenuto la promozione in 1ª Categoria dopo 19 vittorie consecutive e matematica promozione con 5 giornate di anticipo. Alla fine i punti finali sono stati 66, frutto di 22 vittorie e 2 sconfitte, maturate solo a campionato già matematicamente vinto. Nel corso della stagione 2016/17 l'ASD Sanmaurese oltre a vincere il campionato di 2ª Categoria si è classificata al secondo posto nella finale di Coppa Italia Campania di Seconda Categoria giocata sul campo neutro di Baronissi (SA) "F. Figliolia" contro il ASCD Saviano 1960 perdendo 9-8 ai calci di rigore.
L’annata 2017/18 è favorevola alla Sanmaurese: oltre alla vittoria nel campionato di Prima Categoria (3 promozione in 3 anni), il 18/04/2018 al Figliolia di Baronissi i rossoblù si laureano campioni regionali battendo in finale di Coppa Campania di categoria il Paolisi 2000 per 1-0.
Nella prima stagione in Promozione, la squadra del piccolo borgo si qualifica ai play-off arrivando al 4º posto in campionato alle spalle di Angri, Buccino Volcei e Giffoni Sei Casali. Proprio contro la squadra dei Picentini trova la qualificazione al secondo turno con una vittoria in trasferta per 0-1, ma al secondo turno i rossoblù vengono eliminati in virtu del pareggio a reti bianche al termine dei 120 minuti in casa del Buccino Volcei.
Nei primi anni 2000 erano presenti due squadre: l'AS San Mauro Cilento e la SSC Real Sociedad, cosa singolare date le dimensioni del comune. I principali derby sono con le squadre dei paesi limitrofi di Perdifumo, Sessa Cilento, Pollica e Montecorice;rivalità meno sentita è quella con il Vatolla, frazione del comune di Perdifumo.